# Marta Richeldi
Marta Paola Richeldi (Venezia, 22 agosto 1970) è un'attrice italiana.

## Biografia
Veneziana, in gioventù si diploma ragioniera e lavora in banca, prima di dedicarsi a tempo pieno alla recitazione.
Al cinema recita in produzioni internazionali come The Golden Bowl (diretto da James Ivory e in concorso al Festival di Cannes 2000), Casanova (diretto da Lasse Hallström e presentato fuori concorso alla 62ª Mostra internazionale d'arte cinematografica di Venezia 2005), nel film indiano The Fakir of Venice e in L'uomo del labirinto (con Dustin Hoffman e Toni Servillo).
Dal 2019 è tra i personaggi de Il paradiso delle signore, soap opera di Rai 1, dove interpreta Silvia Cattaneo, personaggio presente nella terza, quarta e quinta stagione.
Nel 2013 interpreta la Contessa Adelaide nel film drammatico Hai mai avuto paura? di Ambra Principato.

## Filmografia

### Cinema
- The Golden Bowl, regia di James Ivory (2000)
- Franco Bagongo, regia di Corrado Meraviglia (2002)
- Casanova, regia di Lasse Hallström (2005)
- Questione di pelle, regia di Giorgio Bombieri e Bibi Bozzato - mediometraggio (2006)
- The Fakir of Venice, regia di Anand Surapur (2009)
- Essere Riccardo... e gli altri, documentario (2013)
- Fuori dal coro, regia di Sergio Misuraca (2015)
- L'uomo del labirinto, regia di Donato Carrisi (2019)
- Hai mai avuto paura?, regia di Ambra Principato (2023)

### Televisione
- Innamorarsi a Verona, regia di Dirk Regel - film tv (2007)
- Faccia d'angelo, regia di Andrea Porporati - miniserie tv (2012)
- Il paradiso delle signore, di registi vari - soap opera (2018-2021)
- La sposa, regia di Giacomo Campiotti - miniserie tv (2022)
- Backstage - Dietro le quinte, regia di Cosimo Alemà – film Prime Video (2022)
- I bastardi di Pizzofalcone - serie TV, episodio 4x01 (2023)
- Màkari – serie TV, episodio 3x04 (2024)
- Ninfa dormiente - I casi di Teresa Battaglia - serie TV (2024)